# Sincerely yours, (ラジオ番組)
『Sincerely yours,』は、1993年7月4日～10月3日にかけて毎週日曜日に埼玉県のFMラジオ局・NACK5にて3ヶ月間に渡り、岡崎律子がパーソナリティを務めたラジオ番組である。（全14回）

## 概要・放送内容
岡崎律子がデビューした時期の番組で、番組名は1stアルバムタイトルの『Sincerely yours,』から名づけられている。
岡崎が生前に単身でパーソナリティを務めた唯一の番組であり、一般にそれほど露出しなかった岡崎律子の仕事振りや人柄の良さを窺い知れる稀少なメディアである。
放送内容自体は一般のラジオ番組とさほど変わらず、リスナーから投稿されたハガキを紹介し、それに対してコメントを語ったり、自身の近況を話したりすると言った内容であった。

## 放送回数・放送年月日一覧
| 放送回数 | 放送年月日     | 曜日 |
| -------- | -------------- | ---- |
| 第01回   | 1993年 7月 4日 | 日曜 |
| 第02回   | 1993年 7月11日 | 日曜 |
| 第03回   | 1993年 7月18日 | 日曜 |
| 第04回   | 1993年 7月25日 | 日曜 |
| 第05回   | 1993年 8月 1日 | 日曜 |
| 第06回   | 1993年 8月 8日 | 日曜 |
| 第07回   | 1993年 8月15日 | 日曜 |
| 第08回   | 1993年 8月22日 | 日曜 |
| 第09回   | 1993年 8月29日 | 日曜 |
| 第10回   | 1993年 9月 5日 | 日曜 |
| 第11回   | 1993年 9月12日 | 日曜 |
| 第12回   | 1993年 9月19日 | 日曜 |
| 第13回   | 1993年 9月26日 | 日曜 |
| 第14回   | 1993年10月 3日 | 日曜 |